# Tipula bipendula
Tipula bipendula är en tvåvingeart som beskrevs av Alexander 1934. Tipula bipendula ingår i släktet Tipula och familjen storharkrankar. Inga underarter finns listade i Catalogue of Life.